# 2 أبريل
- السبت
- الأحد
- الاثنين
- الثلاثاء
- الأربعاء
- الخميس
- الجمعة

- 2929 رمضان 1446  هـ
- 301 شوال 1446  هـ
- 312 شوال 1446  هـ
- 13 شوال 1446  هـ
- 24 شوال 1446  هـ
- 35 شوال 1446  هـ
- 46 شوال 1446  هـ
- 57 شوال 1446  هـ
- 68 شوال 1446  هـ
- 79 شوال 1446  هـ
- 810 شوال 1446  هـ
- 911 شوال 1446  هـ
- 1012 شوال 1446  هـ
- 1113 شوال 1446  هـ
- 1214 شوال 1446  هـ
- 1315 شوال 1446  هـ
- 1416 شوال 1446  هـ
- 1517 شوال 1446  هـ
- 1618 شوال 1446  هـ
- 1719 شوال 1446  هـ
- 1820 شوال 1446  هـ
- 1921 شوال 1446  هـ
- 2022 شوال 1446  هـ
- 2123 شوال 1446  هـ
- 2224 شوال 1446  هـ
- 2325 شوال 1446  هـ
- 2426 شوال 1446  هـ
- 2527 شوال 1446  هـ
- 2628 شوال 1446  هـ
- 2729 شوال 1446  هـ
- 2830 شوال 1446  هـ
- 291 ذو القعدة 1446  هـ
- 302 ذو القعدة 1446  هـ
- 13 ذو القعدة 1446  هـ
- 24 ذو القعدة 1446  هـ

2 أبريل أو 2 نيسان أو يوم 2 \ 4 (اليوم الثاني من الشهر الرابع) هو اليوم الثاني والتسعون (92) من السنة البسيطة، أو اليوم الثالث والتسعون (93) من السنوات الكبيسة وفقًا للتقويم الميلادي الغربي (الغريغوري). يبقى بعده 273 يوما لانتهاء السنة.

## أحداث
- 1917 - الكونغرس الأمريكي يوافق على خوض الحرب العالمية الأولى ضد ألمانيا.
- 1918 - الجيش البريطاني يدخل فلسطين.
- 1928 - انعقاد أولى جلسات أول مجلس تشريعي في الأردن.
- 1930 - تنصيب هيلا سيلاسي إمبراطورًا على الحبشة.
- 1933 - أول طائرتين بريطانيتين تحلقان فوق قمة إفرست.
- 1950 - البرلمان الأردني يصدر قرارًا بضم الضفة الغربية لمنطقة نهر الأردن.
- 1961 - تصدير أول شحنة نفط من «حقل الخفجي البحري» الواقع في مياه المنطقة المحايدة بين السعودية والكويت إلى اليابان وذلك بحضور الملك سعود بن عبد العزيز والشيخ عبد الله السالم الصباح.
- 1962 -
  - الولايات المتحدة تنسحب من قاعدة الظهران في المملكة العربية السعودية.
  - إغلاق محطة سكة حديد وارك وورث في إنجلترا.
- 1964 - اليمن يتهم بريطانيا بشن هجمات جوية على أراضيه.
- 1968 - تجلي القديسة العذراء مريم فوق قباب كنيسة السيدة العذراء بالزيتون في مصر.
- 1972 - عودة تشارلي تشابلن إلى الولايات المتحدة بعد مغادرته لها عام 1950 بعد اتهامه بالشيوعية.
- 1982 - المملكة المتحدة تقطع علاقاتها الدبلوماسية مع الأرجنتين بسبب استيلاء الأرجنتين على جزر فوكلاند، وبدء ما عرف باسم حرب الفوكلاند.
- 1986 - فلسطينيون يزرعون قنبلة في طائرة «خطوط طيران ترانس وارلد» بوينغ 727 التي كانت تقوم برحلة من روما إلى أثينا، وأدى ذلك إلى مقتل 3 ركاب وإصابة 9 آخرون، بينما هبطت الطائرة بسلام.
- 1987 - طائرة سلاح الجو الملكي «فيكرز في سي-10» تضع رقمًا قياسيًا جديدًا في وقت الرحلة بين المملكة المتحدة وأستراليا، حيث هبطت الطائرة في بيرث بعد 16 ساعة ودقيقة واحدة.
- 1990 - أوغندا والسودان توقعان معاهدة عدم اعتداء مع إلزام كل دولة بألا تسمح باستخدام أرضها للقيام بأعمال عدائية ضد الأخرى.
- 1991 - الجيش العراقي يهاجم المناطق الكردية المتمردة وهروب جماعي للأكراد إلى الجبال وإلى الدول المجاورة (إيران، تركيا) خوفا من الإبادة الجماعية من قبل الجيش العراقي، حيث فر أكثر من (2500000) مليونين ونصف المليون من المواطنين والجيش العراقي يسيطر على المدن الكبيرة مرة أخرى.
- 2005 - الفاتيكان يعلن عن وفاة بابا الكنيسة الكاثوليكية يوحنا بولس الثاني بعد فترة مرض طويلة.
- 2009 - قمة مجموعة العشرين المنعقدة في لندن تقر خطة لإنعاش الاقتصاد العالمي تعتبر الأكبر على الإطلاق وذلك من خلال ضخ ترليون دولار، منها 500 مليار دولار تقدم إلى صندوق النقد الدولي بالإضافة إلى 50 مليار دولار في صورة مساعدات مباشرة للدول الأكثر فقرًا.
- 2014 - الفرنسية من أصل أندلسي آن هيدالغو تصبح أول امرأة تتولى منصب عمدة باريس عقب فوزها في الانتخابات البلدية.
- 2015 -
  - الوصول لاتفاقية ابتدائية شاملة مع إيران حول برنامجها النووي.
  - حركة الشباب الصومالية تهاجم جامعة گاريسا في كينيا، متسببة بمقتل ما لا يقل عن 147 طالبًا مسيحيًّا.
- 2016 - اندلاع اشتباكات عنيفة بين أذربيجان وأرمينيا في مرتفعات قرة باغ بعد خرق الهدنة المبرمة منذ نهاية حرب ناغورنو قره باغ، وسيطرة الجيش الأذري على بضعة مواقع إستراتيجية.
- 2018 -
  - الهيئة الوطنية للانتخابات المصريَّة تُعلن فوز الرئيس عبد الفتَّاح السيسي بِانتخابات الرئاسة بعد أن حصد ما يقرب من 97.08% من إجمالي الأصوات الصحيحة، مُقابل 2.92% لِمُنافسه موسى مصطفى موسى.
  - محطة الفضاء الصينية تيانقونغ-1 تدخل الغلاف الجوي للأرض وتتحطم جنوب المحيط الهادئ.
- 2019 - الرئيس الجزائري عبد العزيز بوتفليقة يعلن رسمياً استقالته من منصبه قبل أسابيع من انتهاء عهدته في ظل حراك شعبي يطالب برحيله وتوتر في العلاقة مع قادة الجيش الجزائري.
- 2021 -
  - تنصيب محمد بازوم رئيسًا للنيجر، وهو أول رئيس عربي الأصل للبلاد.
  - مقتل ما لا يقل عن 50 شخصًا في انحراف قطار سريع في مقاطعة هوالين في تايوان.
- 2023 - فوز ياكوف ميلاتوفيتش في جولة الإعادة في الانتخابات الرئاسية في الجبل الأسود بنسبة 58.88%، وبلغت نسبة المشاركة 69.33%.
- 2025 - الرئيس الأمريكي دونالد ترامب يعلن فرض رسوم جمركية على معظم الدول.

## مواليد
- 742 - شارلمان، إمبراطور الرومانية المقدسة.
- 1618 - فرانشيسكو ماريا جريمالدي، عالم فيزياء ورياضيات إيطالي.
- 1725 - جاكومو كازانوفا، مغامر وكاتب إيطالي.
- 1743 - توماس جفرسون، رئيس الولايات المتحدة الثالث.
- 1805 - هانس كريستيان أندرسن، كاتب دنماركي.
- 1836 - جبرائيل الدلال، شاعر وصحفي سوري.
- 1840 - إميل زولا، أديب فرنسي.
- 1841 - كليمان آدر، مهندس ورائد طيران فرنسي.
- 1862 - نيكولاس موراي باتلر، أكاديمي وسياسي أمريكي حاصل على جائزة نوبل للسلام عام 1931.
- 1873 - سيرجي رخمانينوف، موسيقي روسي.
- 1885 - أحمد حسن الزيات، أديب مصري.
- 1914 - أليك غينيس، ممثل إنجليزي.
- 1927 - فيرينتس بوشكاش، لاعب ومدرب كرة قدم هنغاري.
- 1942 - وليد عيدو، سياسي لبناني.
- 1948 - حسن أبو السعود، موسيقار مصري.
- 1958 - علي جمعة، ممثل كويتي
- 1959 -
  - بادو الزاكي، حارس مرمى ومدرب كرة قدم مغربي.
  - جون لاوريدسن، لاعب كرة قدم دانمركي.
- 1961 - ربيع الخولي، مغني ثم راهب لبناني.
- 1965 - رودني كينغ، مواطن أمريكي كان ضحية لوحشية من قبل شرطة لوس أنجلوس.
- 1966 - تيدي شيرنغهام، لاعب كرة قدم إنجليزي.
- 1973 - ريتشارد جاك، ملحن بريطاني.
- 1975 - لارا الصفدي، ممثلة أردنية.
- 1976 - دايسكي ناميكاوا، ممثل أداء صوتي ياباني.
- 1979 - آصلي تاندوغان، ممثلة تركية.
- 1982 - ماركو أميليا، حارس مرمى كرة قدم إيطالي.
- 1983 - فيليكس بورخا، لاعب كرة قدم إكوادوري.
- 1990 -
  - أفراح، ممثلة كويتية.
  - ميراليم بيانيتش، لاعب كرة قدم بوسني.
- 1992 - فواز القرني، حارس مرمى كرة قدم سعودي.

## وفيات
- 1118 - بالدوين الأول، ملك بيت المقدس.
- 1502 - آرثر أمير ويلز، ابن هنري السابع ملك إنجلترا.
- 1657 - فرديناند الثالث، إمبراطور الرومانية المقدسة.
- 1914 - بول فون هايس، كاتب ألماني حاصل على جائزة نوبل في الأدب عام 1910.
- 1922 - عدنان الغريفي، فقيه وشاعر وكاتب عراقي.
- 1928 - تيودور ويليام ريتشاردز، عالم كيمياء أمريكي حاصل على جائزة نوبل في الكيمياء عام 1914.
- 1931 - ناجي خميس الحلي، شاعر عراقي.
- 1945 - كمال سليم، مخرج مصري.
- 1972 - فرانز هالدر، جنرال ألماني.
- 1974 - جورج بومبيدو، رئيس فرنسا.
- 1992 - خوان غوميز غونزاليس، لاعب كرة قدم إسباني.
- 1995 - هانز ألففين، عالم فيزياء سويدي حاصل على جائزة نوبل في الفيزياء عام 1970.
- 2005 - يوحنا بولس الثاني، بابا الكنيسة الرومانية الكاثوليكية.
- 2015 -
  - عبد الهادي التازي، سياسي وكاتب ومؤرخ مغربي.
  - مانويل دي أوليفيرا، مخرج أفلام برتغالي.
- 2018
  - ويني ماديكيزيلا مانديلا، زوجة سابقة لرئيس جنوب إفريقيا نيلسون مانديلا.
  - أحمد خالد توفيق، طبيب وأديب مصري.

## أعياد ومناسبات
- اليوم العالمي للتوحد.
- اليوم العالمي لكتاب الطفل.
- يوم الشهيد الفيلي في العراق.

## وصلات خارجية
- النيويورك تايمز: حدث في مثل هذا اليوم.
- BBC: حدث في مثل هذا اليوم.